# Scorpiops margerisonae
Espèce
Scorpiops margerisonae est une espèce de scorpions de la famille des Scorpiopidae.

## Distribution
Cette espèce est endémique du Tibet en Chine. Elle se rencontre dans le xian de Nang et le district de Nêdong.

## Description
Le mâle holotype mesure 51,0 mm.
Le mâle décrit par Di et Zhu en 2010 mesure 40,0 mm et la femelle 45,7 mm.

## Étymologie
Cette espèce est nommée en l'honneur de Janet Margerison-Knight.

## Publication originale
- Kovařík, 2000 : « Revision of family Scorpiopidae (Scorpiones), with descriptions of six new species. » Acta Societatis Zoologicae Bohemicae, vol. 64, p. 153-201 (texte intégral).